# Holger Strömblad
Holger Janne Simon Strömblad, född 2 november 1914 i Göteborg, död där 9 januari 1991, var en svensk målare, intarsiakonstnär och glasmålare.
Han var son till plåtslagarmästaren Gunnar Isodor Strömblad och Olga Thyberg. Strömblad studerade för Albert Eldh vid Slöjdföreningens skola 1931 och 1933–1934 samt för Nils Nilsson vid Valands målarskola 1942 och omkring 1954–1955 gjorde han en längre studieresa till Tyskland. Han konst bestod till en början av gouachemåleri men han kom med tiden att övergå till att framställa sina verk i intarsia där trädets naturliga ådring blir en del av dekorativa helheten. Tillsammans med Adja Yunkers ställde han ut på Lorensbergs konstsalong 1948 och han medverkade i bland annat utställningen Göteborgskonst åt folket 1942. Hans intarsiakonst består av gatubilder, arkitekturkompositioner, stilleben och geometriska former samt oljemålningar. Bland hans offentliga arbeten märks en glasmålning för Lindome kyrka. Vid sidan av sitt eget skapande utförde han ett flertal bokomslag. Strömblad är representerad vid Göteborgs konstmuseum. Han är begravd på Fridhems kyrkogård.